# Tod von Altötting

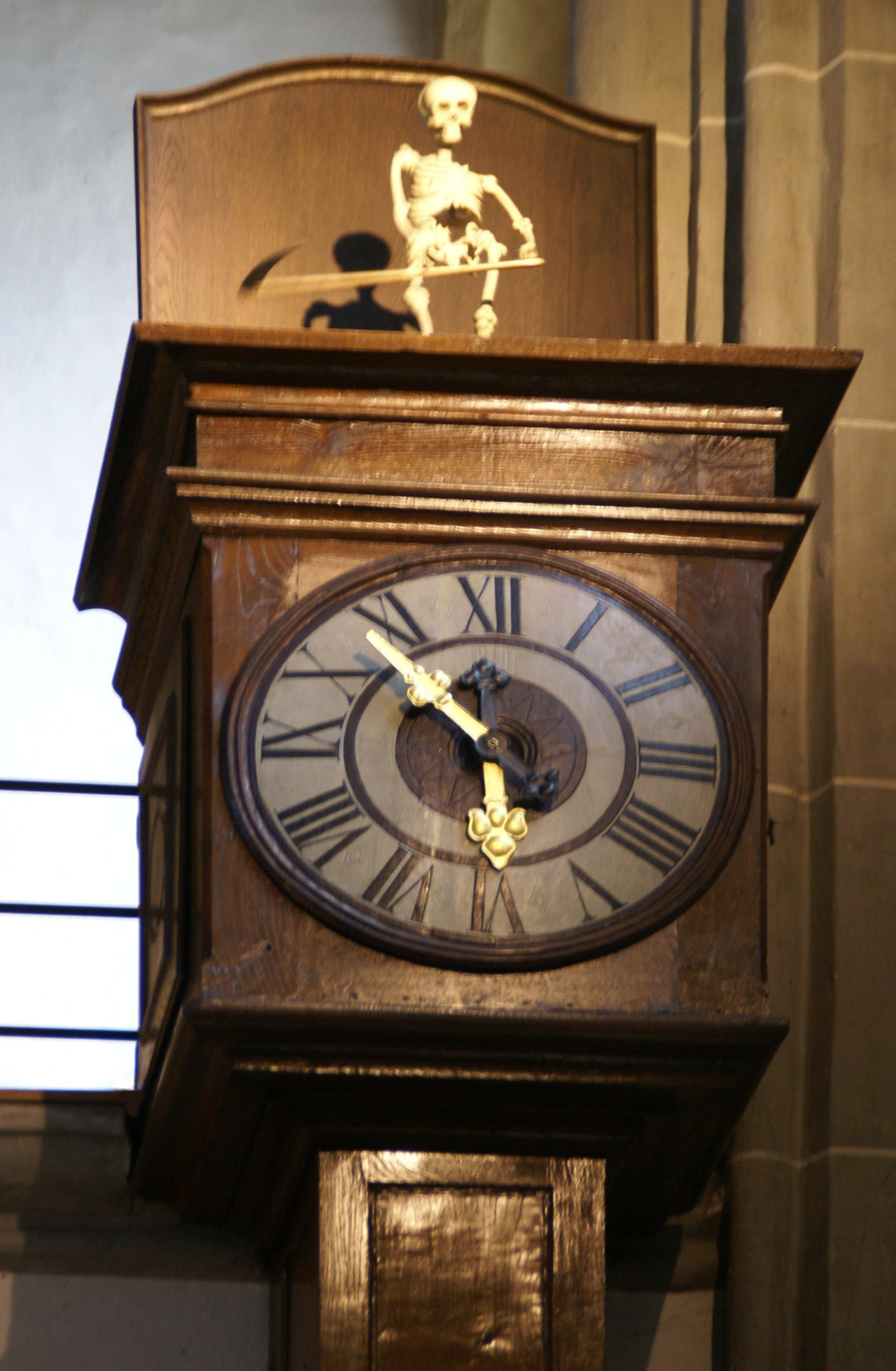
Der Tod zu Ötting auf der Uhr

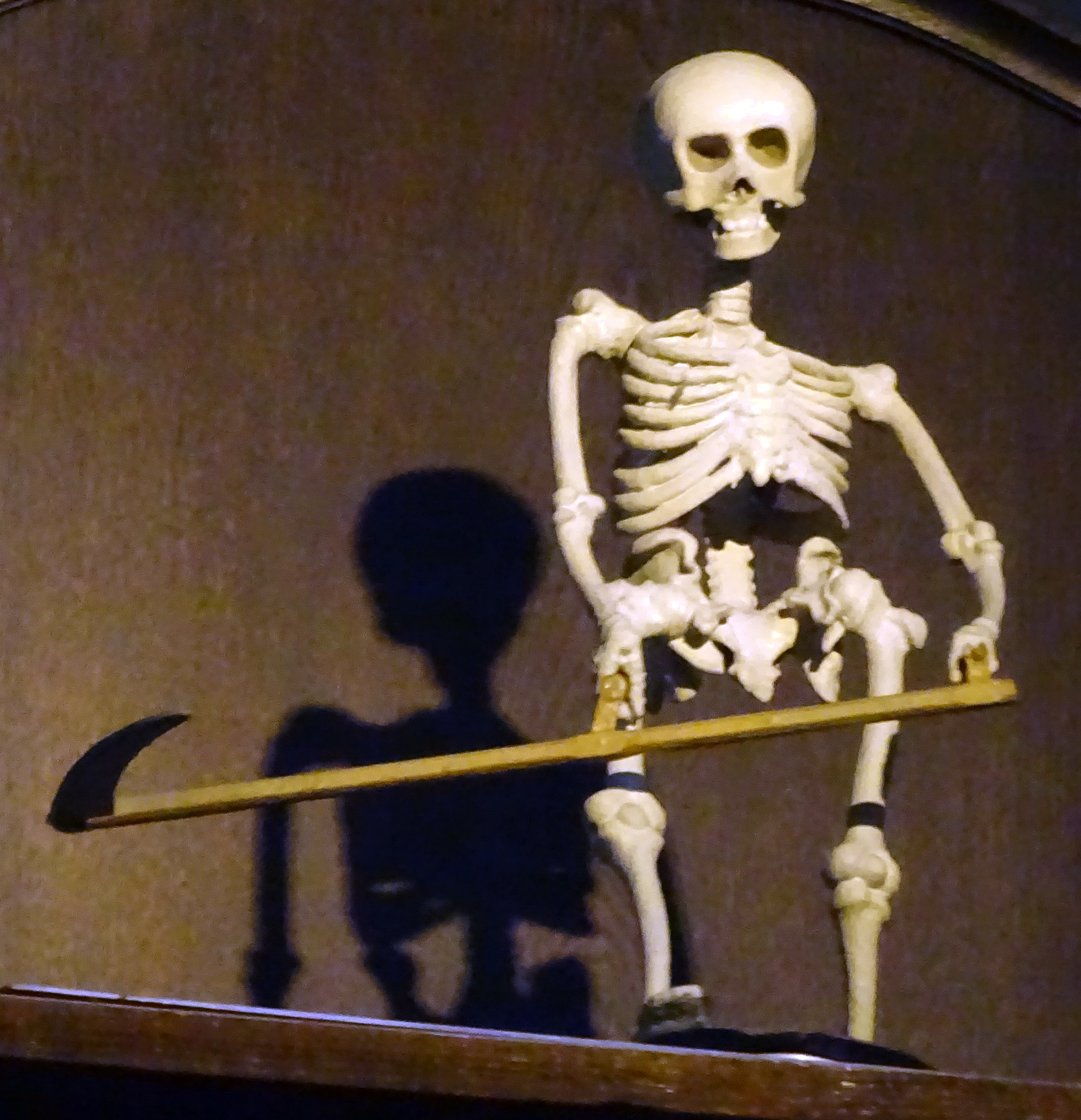
Der Tod zu Ötting

Tod von Altötting (kurz: Tod zu Ötting, dem Standarddeutschen angepasst auch Tod von Ötting; bairisch: Doud z’ Eding bzw. Doud vo Eding) ist der Name einer populären, mechanischen Statue in der Stiftspfarrkirche St. Philipp und Jakob in Altötting. Die 50 cm hohe Skelettfigur aus versilbertem Holz steht auf der etwa sieben Meter hohen Schrankuhr aus dem 17. Jahrhundert (Pestzeit, um 1634), die sich neben dem Nordportal befindet. Sie wird 1664 erstmals in einer Reparaturrechnung als Todtenuhr erwähnt. Es handelt sich um eine Darstellung des Todes als Sensenmann, der im Takt der Uhr mäht. Die Legende besagt, dass bei jedem Schwung seiner Sense irgendwo ein Mensch sterben soll.